# Oleksandrivske, Iampil
Oleksandrivske (în ucraineană Олександрівське) este un sat în comuna Bilîțea din raionul Iampil, regiunea Sumî, Ucraina.

## Demografie
Componența lingvistică a localității Oleksandrivske
     Ucraineană (100%)
Conform recensământului din 2001, toată populația localității Oleksandrivske era vorbitoare de ucraineană (100%).